# Радивој Суботички
Радивој Суботички (Стари Бечеј, 11. мај 1916) српски је вајар.

## Биографија
Рођен је 11. маја 1916. у Старом Бечеју. Похађао је Уметничку школу у Београду и завршио је Академију ликовних уметности у Београду 1948. године. Излагао је са групом „Самостални” на изложбама Удружења ликовних уметника Србије, на савезној изложби у Љубљани и другим изложбама. Учествовао је на колективним изложбама „Послератна вајарска генерација Србије 1945—1955” од 25. септембра до 20. октобра 1955. и другој изложби „НОБ у делима ликовних уметника Југославије” од 26. новембра до 16. децембра 1966. у галерији Дома војске у Београду, изложби „Графика и скулптура у уметничким колонијама Југославије: Седми ликовни сусрети” од 30. јуна до 15. августа 1968. на Палићу, изложби „Графика и скулптура учесника уметничких колонија и вајарских симпозијума Југославије: Девети ликовни сусрети” од 4. октобра до 30. новембра 1970. у галерији и салону Ликовног сусрета Суботице, изложби „Скулптура у Војводини” од 26. децембра 1984. до 10. фебруара 1985. у изложбеној просторији Галерије савремене ликовне уметности у Новом Саду и изложби „Вајарски радови из збирке Галерије Матице српске” 1989. у Галерији Матице српске.